# Ville-Pommerœul
Ville-Pommerœul is een dorp in de Belgische provincie Henegouwen, en een deelgemeente van de Waalse gemeente Bernissart.
Ville-Pommerœul was een zelfstandige gemeente, tot die in het jaar 1965 toegevoegd werd aan de gemeente Pommerœul. Sinds 1977 is Ville-Pommerœul een deelgemeente van Bernissart.

## Bezienswaardigheden
- De Sint-Brixiuskerk (Église Saint-Brice) werd gebouwd in 1415. Het koor is van 1745.

## Natuur en landschap
Ville-Pommerœul ligt aan het Kanaal Nimy-Blaton-Péronnes en het Kanaal Pommerœul-Condé mondt hierin uit. De hoogte aan de kerk bedraagt 30 meter.

## Demografische ontwikkeling
- Bronnen:NIS, Opm:1831 tot en met 1961=volkstellingen

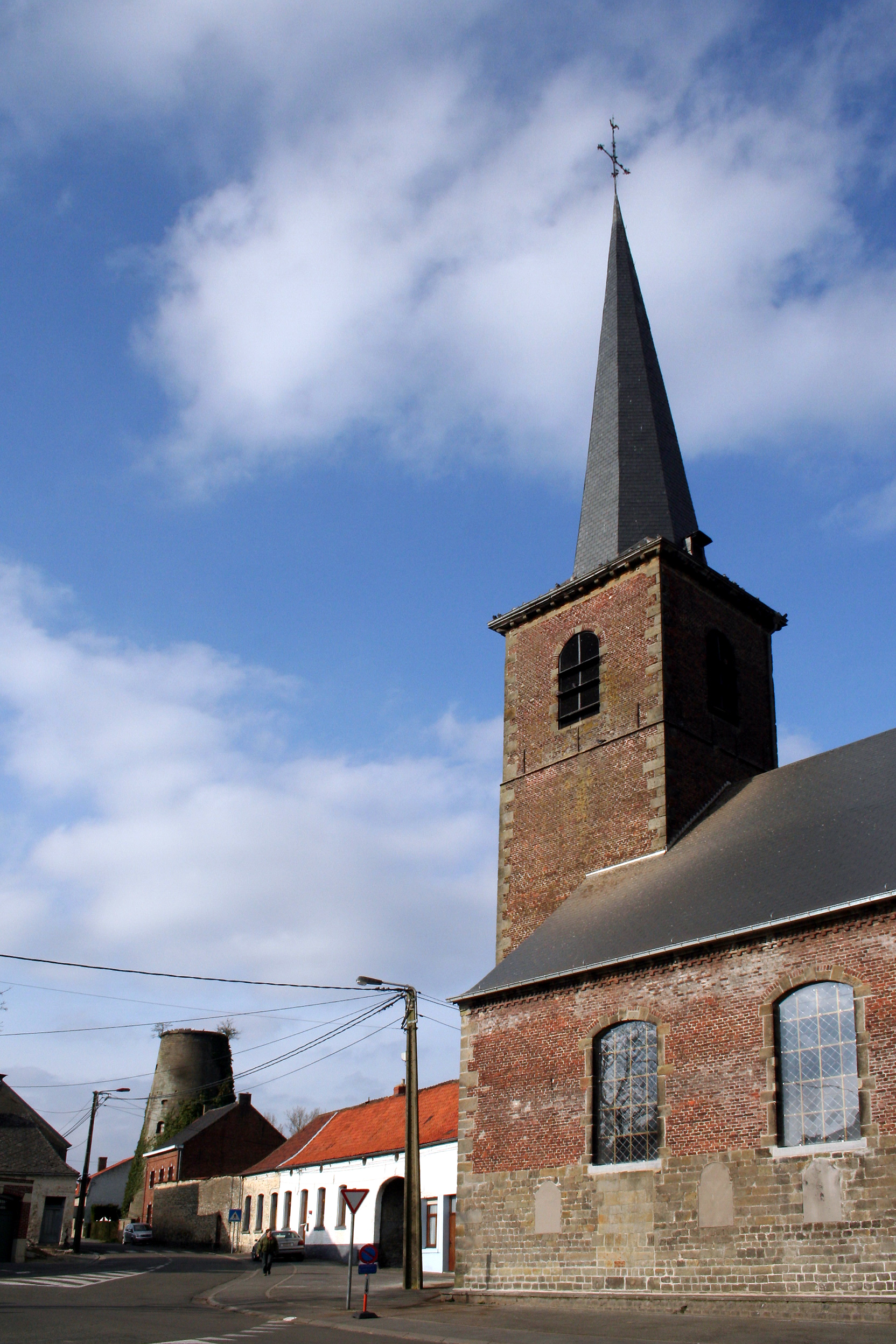
de buurt van kerk.

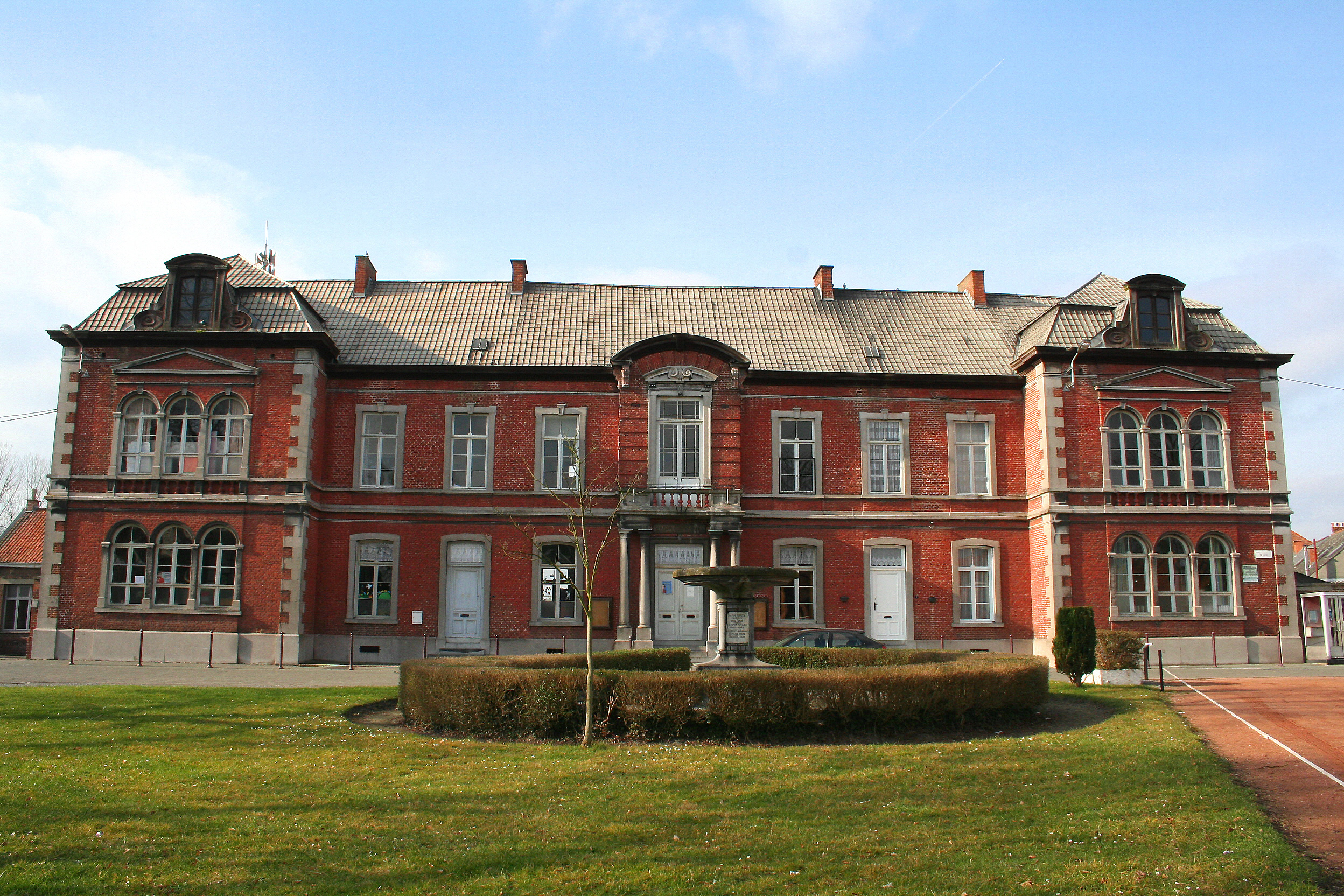
Voormalig gemeentehuis

## Nabijgelegen kernen
Pommerœul, Hautrage, Stambruges, Grandglise